# Peggy Saunders
Margaret Saunders-Michell, detta Peggy (Chiswick, 28 gennaio 1905 – Harrow, 19 giugno 1941), è stata una tennista britannica.

## Biografia
Giunse in finale nel doppio all'Open di Francia con Phoebe Holcroft Watson perdendo contro Irene Bowder Peacock e Bobbie Heine per 6-2, 6-1.
Sempre in coppia con Watson vinse due edizioni del torneo di Wimbledon nel 1928 sconfiggendo in finale Ermyntrude Harvey e Eileen Bennett per 6-2, 6-3 e quella del 1929 dove vinsero contro Phyllis Covell e Dorothy Barron in una sfida combattuta per 6-4, 8-6.
Stesse avversarie nella finale vinta dell'U.S. National Championships 1929 - Doppio femminile finita per 2-6, 6-3, 6-4.